# Hanne Darboven
Hanne Darboven (Monaco di Baviera, 29 aprile 1941 – Amburgo, 9 marzo 2009) è stata un'artista tedesca.

## Biografia
Figlia di un produttore di macchine da caffè, i lavori di arte concettuale che la resero conosciuta a livello internazionale erano grandi installazioni contenenti composizioni di lettere o più frequentemente di numeri, ordinati secondo un sistema da lei stessa ideato e che lei descriveva come "letteratura matematica". A partire dagli anni '80 le sue opere si fanno più complesse, coinvolgendo l'uso di musica, fotografia e nuove tecnologie.
La sua opera più nota, Kulturgeschichte 1880-1983, si propone di essere il racconto della storia dell'umanità attraverso 1590 lavori su carta, 19 sculture e un’opera sonora per contrabbasso.